# Nazionale maschile di pallacanestro della Corea del Sud
La nazionale di pallacanestro della Corea del Sud (대한민국 농구 국가대표팀) è la rappresentativa cestistica della Corea del Sud ed è posta sotto l'egida della Federazione cestistica della Corea del Sud.

## Piazzamenti

### Olimpiadi
- 1948 - 8°
- 1956 - 14°
- 1964 - 16°

- 1968 - 14°
- 1988 - 9°
- 1996 - 12°

### Campionati del mondo
- 1970 - 11°
- 1978 - 13°
- 1986 - 22°
- 1990 - 15°

- 1994 - 13°
- 1998 - 16°
- 2014 - 23°
- 2019 - 26°

### Campionati asiatici
- 1960 - 4°
- 1963 -  3°
- 1965 -  3°
- 1967 -  2°
- 1969 -  1°

- 1971 -  3°
- 1973 -  2°
- 1975 -  3°
- 1977 -  2°
- 1979 -  3°

- 1981 -  2°
- 1983 -  3°
- 1985 -  2°
- 1987 -  2°
- 1989 -  2°

- 1991 -  2°
- 1993 -  3°
- 1995 -  2°
- 1997 -  1°
- 1999 -  2°

- 2001 -  3°
- 2003 -  2°
- 2005 - 4°
- 2007 -  3°
- 2009 - 7°

- 2011 -  3°
- 2013 -  3°
- 2015 - 6°
- 2017 -  3°

### Giochi asiatici
- 1954 - 4°
- 1958 - 4°
- 1962 -  3°
- 1966 -  3°
- 1970 -  1°

- 1974 -  2°
- 1978 -  2°
- 1982 -  1°
- 1986 -  2°
- 1990 -  3°

- 1994 -  2°
- 1998 -  2°
- 2002 -  1°
- 2006 - 5°
- 2010 -  2°

- 2014 -  1°
- 2018 -  3°

## Formazioni

### Olimpiadi
Pallacanestro ai Giochi della XIV Olimpiade3 Jang, 5 O, 6 Bang, 7 Lee S., 8 Lee J., 9 Kang, 10 Jo, 11 Kim, 12 An,        All. Lee Seong-gu
Pallacanestro ai Giochi della XVI Olimpiade3 An B., 4 Kim Yeong-su, 5 Jo, 6 Kim Yeong-gi, 7 Go, 8 Baek, 9 Kim H., 10 Choe, 11 An Y., 12 Kim C.,        All. Kim Jeong-sin
Pallacanestro ai Giochi della XVIII Olimpiade4 Ha, 5 Lee, 6 Kim Yeong-gi, 7 Kim J., 8 Mun, 9 Kim M., 10 Sin, 11 Bang, 12 Kim I., 13 Kim Yeong-il, 14 Kim S., 15 Jeong,        All. Kim Hui
Pallacanestro ai Giochi della XIX Olimpiade4 Ha, 5 Lee B., 6 Gwak, 7 Sin, 8 Yu, 9 Kim M., 10 Park, 11 Choe, 12 Kim I., 13 Kim Y., 14 Lee I., 15 Lee G.,        All. Lee Gyeong-jae
Pallacanestro ai Giochi della XXIV Olimpiade - Torneo maschile4 Lee W., 5 Choe, 6 Lee C., 7 O, 8 Yu, 9 Lee M., 10 Kim H., 11 Heo, 12 Kim Yun-ho, 13 Park, 14 Kim Yu-taek, 15 Han,        All. Bang Yeol
Pallacanestro ai Giochi della XXVI Olimpiade - Torneo maschile4 Lee, 5 Kang, 6 Yang, 7 U, 8 Hyeon, 9 Heo, 10 Mun, 11 O, 12 Jo, 13 Jeon, 14 Jeong J., 15 Jeong G.,        All. Choe In-seon

### Campionati del mondo
Campionato mondiale maschile di pallacanestro 19704 Lee B., 5 Sin H., 6 Gwak, 7 Sin D., 8 Yu, 9 Yun, 10 Park, 11 Choe, 12 Kim I., 13 Kim Y., 14 Lee I., 15 Lee J.,        All. Kim Yeong-gi
Campionato mondiale maschile di pallacanestro 19784 Kim S., 5 Kim H., 6 Jang, 7 Kim D., 8 Lee, 9 Park Sa., 10 Park Su., 11 Choe, 12 Go, 13 Jeong, 14 Kim I., 15 Kim P.,        All. Kim Mu-hyeon
Campionato mondiale maschile di pallacanestro 19864 Lee W., 5 Heo, 6 Park, 7 Lee Mi., 8 Lee C., 9 Lee Mu., 10 Kim H., 11 Go, 12 Kim Yu-taek, 13 Kim S., 14 Kim Yun-ho, 15 Han,        All. Kim In-geon
Campionato mondiale maschile di pallacanestro 19904 Lee W., 5 Kang, 6 Lee C., 7 Jeong, 8 Pyo, 9 Lee M., 10 Kim H., 11 Heo, 12 Kim J., 13 Choe, 14 Kim Y., 15 Seo,        All. Kim In-geon
Campionato mondiale maschile di pallacanestro 19944 Lee, 5 Kang, 6 Kim Ye., 7 Kim S., 8 Seo, 9 Heo, 10 Mun, 11 O, 12 Jeong, 13 Jeon, 14 Kim Yu., 15 Hyeon,        All. Lee In-pyo
Campionato mondiale maschile di pallacanestro 19984 Chu, 5 Kang, 6 Kim H., 7 Kim B., 8 Jo, 9 Hyeon, 10 Lee, 11 Seo, 12 Kim S., 13 Yang, 14 Mun, 15 Kim J.,        All. Jeong Gwang-seok
Campionato mondiale maschile di pallacanestro 20144 Mun, 5 Park, 6 Yang D., 7 Kim T., 8 Lee, 9 Kim S., 10 Jo, 11 Yang H., 12 Kim Ju., 13 Heo, 14 O, 15 Kim Jo.,        All. Yu Jae-hak
Campionato mondiale maschile di pallacanestro 20191 Park, 2 Choe, 3 Lee J., 6 Heo, 9 Kim S., 11 Yang, 12 Jeong, 13 Kang, 15 Kim J., 20 Ra, 33 Lee S., 43 Lee D.,        All. Kim Sang-shik

### Campionati asiatici
Campionato asiatico maschile di pallacanestro 1960An, Baek N., Baek Y., Cheon, Im, Jang, Kang H., Kang T., Kim D., Kim J., Kim Y., Lee J., All. Lee Chi-yeong
Campionato asiatico maschile di pallacanestro 1963Bang, Ha, Jeong, Kim I., Kim M., Kim Yeong-gi, Kim Yeong-il, Lee I., Mun, Sin, All. Lee Seong-gu
Campionato asiatico maschile di pallacanestro 1965Jeong, Kim I., Kim M., Kim Yeong-il, Kim Yeong-gi, Kim Yeong-hun, Lee I., Mun, Seo, Sin, All. Jeong Sang-yun
Campionato asiatico maschile di pallacanestro 1967Choe, Gwak, Ha, Kim C., Kim I., Kim M., Kim Y., Lee B., Lee I., Park, Sin D., Sin H., All. O Gyeong-geun
Campionato asiatico maschile di pallacanestro 1969Choe, Gwak, Jo, Kim I., Kim Yeong-il, Lee I., Lee J., Park, Seo, Sin D., Sin H., Yu, All. Kim Yeong-gi
Campionato asiatico maschile di pallacanestro 1971Cha, Choe G., Choe J., Gwak, Kang, Kim I., Lee I., Lee J., Park, Sin D., Sin H., Yu, All. Kim Yeong-gi
Campionato asiatico maschile di pallacanestro 1973Choe G., Choe J., Gwak, Kang, Kim D., Lee B., Lee G., Lee J., Park Han, Park Hy., Sin, Yu, All. Kim Yeong-gi
Campionato asiatico maschile di pallacanestro 1975 Gwak, Hwang, Kang, Kim D., Kim H., Kim I., Lee B., Lee G., Lee J., Park, Sin, Yu, All. Kim Yeong-gi
Campionato asiatico maschile di pallacanestro 1977Jeong, Jin, Kang, Kim D., Kim H., Kim I., Lee Gw., Park H., Park I., Park Sa., Park Su., Yu, All. Lee Gyeong-jae
Campionato asiatico maschile di pallacanestro 1979Hwang, Im, Jin, Jo, Kim, Lee C., Lee M., Lee Y., Park, Sin, Park I., Park S., All. Lee Jong-hwan
Campionato asiatico maschile di pallacanestro 1981An, Im, Jang, Jo, Kim D., Kim H., Lee C., Lee J., Lee M., Lee Y., O, Park, All. Kim In-geon
Campionato asiatico maschile di pallacanestro 1983Han, Im, Jo, Kim H., Kim Y., Lee C., Lee Mi., Lee Mu., Park I., Park J., Park S., Sin, All. Bang Yeol
Campionato asiatico maschile di pallacanestro 1985Han, Heo, Jo, Kim H., Kim S., Kim Y., Lee C., Lee J., Lee M., O, Park, Yu, All. Kim In-geon
Campionato asiatico maschile di pallacanestro 1987Han, Heo, Kim H., Kim Yu-taek, Kim Yun-ho, Lee C., Lee M., Lee W., Lee Y., O, Yu, Yun, All. Bang Yeol
Campionato asiatico maschile di pallacanestro 1989Choe, Han, Heo, Kang, Kim H., Kim J., Kim Ye., Kim Yu-taek, Kim Yun-ho, Lee C., Lee M., Lee W., All. Kim In-geon
Campionato asiatico maschile di pallacanestro 1991Choe, Heo, Jeong J., Kang D., Kang J., Kim H., Kim Y., Lee H., Lee Y., Mun, Pyo, Son, All. Jeong Gwang-seok
Campionato asiatico maschile di pallacanestro 1993Han, Jeon, Jeong J., Kang, Kim J., Kim S., Kim Ye., Kim Yu., Lee, Mun, O, Seo, All. Jeong Gwang-seok
Campionato asiatico maschile di pallacanestro 1995Heo, Hyeon, Jeon, Jeong G., Jeong J., Jo, Kang, Kim, Lee S., Mun, O, U, All. Lee In-pyo
Campionato asiatico maschile di pallacanestro 19974 Kim B., 5 Kang, 6 Hyeon, 7 Lee, 8 Kim S., 9 Jeong J., 10 U, 11 Seo, 12 Yang H., 13  Yang G., 14 Mun, 15 Jeon,        All. Jeong Gwang-seok
Campionato asiatico maschile di pallacanestro 1999Chu, Heo, Hyeon, Jeong, Jo Sa., Jo Se., Kang, Kim, Lee E., Lee S., Park, Seo, All. Sin Seon-u
Campionato asiatico maschile di pallacanestro 20014 Chu, 5 Kim D., 6 Hwang, 7 Jo Sa., 8 Im, 9 Kim B., 10 Jo Se., 11 Seo, 12 Kim T., 13 Lee, 14 Yang, 15 Kim J.,        All. Kim Dong-gwang
Campionato asiatico maschile di pallacanestro 20034 Chu, 5 Ha, 6 Jo, 7 Jeon H., 8 Bang, 9 Kim B., 10 Mun, 11 Lee E., 12 Yang, 13 Lee S., 14 Kim J., 15 Kim S.,        All. Jeon Chang-jin
Campionato asiatico maschile di pallacanestro 20054 Chu, 5 Sin, 6 Jeong, 7 Kim S., 8 Bang, 9 Hyeon, 10 Mun, 11 Seo, 12 Yang, 13 Ha, 14 Kim J., 15 Lee,        All. Jeon Chang-jin
Campionato asiatico maschile di pallacanestro 20074 Ha, 5 Sin, 6 Yang D., 7 Kang, 8 Kim J., 9 Yun, 10 Kim D., 11 Kim S., 12 Yang H., 13 Cha, 14 Lee, 15 Kim M.,        All. Choe Bu-yeong
Campionato asiatico maschile di pallacanestro 20094 Bang, 5 Lee J., 6 Kang, 7 Yang D., 8 Lee G., 9 Ju, 10 Lee D., 11 Kim J., 12 Yang H., 13 O, 14 Ha, 15 Kim M.,        All. Heo Jae
Campionato asiatico maschile di pallacanestro 20114 Park, 5 Lee, 6 Yang D., 7 Kang, 8 Mun, 9 Kim Y., 10 Jo, 11 Yang H., 12 Kim Ju., 13 Ha, 14 O, 15 Kim Jo.,        All. Heo Jae
Campionato asiatico maschile di pallacanestro 20134 Kim M., 5 Kim S., 6 Yang, 7 Kim T., 8 Mun, 9 Yun, 10 Jo, 11 Kim Ju., 12 Kim Jo., 13 Choe, 14 Lee S., 15 Lee J.,        All. Yu Jae-hak
Campionato asiatico maschile di pallacanestro 20151 Kim T., 3 Lee J., 4 Mun S., 5 Choe, 6 Yang, 7 Park, 10 Jo, 11 Kang, 15 Kim J., 22 Mun T., 32 Lee H., 33 Lee S.,        All. Kim Dong-gwang
Campionato asiatico maschile di pallacanestro 20171 Park, 2 Choe, 3 Lee Je., 6 Heo, 9 Kim S., 13 Im, 15 Kim J., 17 Jeon, 21 Yang, 32 Lee Jo., 33 Lee S., 41 O,        All. Heo Jae
Campionato asiatico maschile di pallacanestro 20221 Choe, 2 Heo H., 3 Heo U., 7 Lee U., 11 Yang, 15 Kim, 20 Ra, 21 Lee Dae-h., 26 Kang, 31 Jang, 43 Lee Dae-s., 55 Song,        All. Choo Il-Seung
Template:Corea del Sud maschile pallacanestro asiatico 2025

### Giochi asiatici
Pallacanestro ai II Giochi asiaticiAn B., An Y., Choe, Hwang, Jang, Jeon, Jo, Kim J., Kim Y., Lee, Yun, All. Lee Seong-gu
Pallacanestro ai III Giochi asiaticiAn, Baek, Jo B., Jo Y., Kang, Kim C., Kim J., Kim Y., Lee G., Lee Je., Lee Jo., All. Lee Mun-ho
Pallacanestro ai IV Giochi asiaticiBaek, Bang, Kang, Kim C., Kim I., Kim Yeong-gi, Kim Yeong-il, Lee G., Lee I., Lee J., Mun, All. Park Yeong-dae
Pallacanestro ai V Giochi asiaticiChoe, Ha, Kim C., Kim I., Kim M., Kim Y., Lee Byeong-gu, Lee Byeong-guk, Lee I., Park, Sin D., Sin H., All. Sin Bong-ho
Pallacanestro ai VI Giochi asiaticiChoe, Chu, Gwak, Kim I., Kim Y., Lee I., Lee J., Park, Sin D., Sin H., Yu, Yun, All. Kim Yeong-gi
Pallacanestro ai VII Giochi asiaticiCha, Choe, Gwak, Hwang, Kang, Kim D., Kim G., Kim I., Lee B., Lee G., Lee J., Yu, All. Kim Yeong-gi
Pallacanestro agli VIII Giochi asiaticiChoe, Ha, Hwang, Jo, Kim D., Kim H., Lee C., Lee M., Lee S., Park I., Park S., Sin, All. Lee Gyeong-jae
Pallacanestro ai IX Giochi asiaticiAn, Im, Jo, Lee C., Lee J., Lee M., Lee Y., Park I., Park J., Park S., Sin D., Sin S., All. Jeong Ju-hyeon
Pallacanestro ai X Giochi asiaticiGo, Han, Heo, Im, Kim H., Kim S., Kim Y., Lee C., Lee Mi., Lee Mu., Lee W., Park, All. Kim In-geon
Pallacanestro agli XI Giochi asiaticiChoe, Heo, Jeong, Kang, Kim H., Kim J., Kim Y., Lee C., Lee M., Lee W., Pyo, Seo, All. Kim In-geon
Pallacanestro ai XII Giochi asiaticiHeo, Hyeon, Jeon, Jeong, Kang, Kim S., Kim Ye., Kim Yu., Lee S., Mun, O, Seo, All. Lee In-pyo
Pallacanestro ai XIII Giochi asiaticiChu, Hyeon, Jeong, Jo, Kang, Kim B., Kim J., Kim S., Lee E., Lee S., Mun, Seo, All. Choe Bu-yeong
Pallacanestro ai XIV Giochi asiatici4 Chu, 5 Sin, 6 Kim S., 7 Jo, 8 Lee G., 9 Hyeon, 10 Mun, 11 Seo, 12 Bang, 13 Jeon, 14 Lee S., 15 Kim Ju.,        All. Kim Jin
Pallacanestro ai XV Giochi asiatici4 Kim T., 5 Kim M., 6 Yang D., 7 Ha, 8 Yang H., 9 Lee, 10 Bang, 11 Seo, 12 Song, 13 Kim Seo., 14 Kim J., 15 Kim Seu.,        All. Choe Bu-yeong
Pallacanestro ai XVI Giochi asiatici4 Park, 5 Lee J., 6 Yang D., 7 Kim J., 8 Ha, 9 Lee G., 10 Jo, 11 Yang H., 12 Ham, 13 Kim S., 14 Lee S., 15 O,        All. Yu Jae-hak
Pallacanestro ai XVII Giochi asiatici4 Mun, 5 Park, 6 Yang, 7 Kim T., 8 Lee, 9 Kim S., 10 Jo, 11 Yang H., 12 Kim Ju., 13 Heo, 14 O, 15 Kim Jo.,        All. Yu Jae-hak
Pallacanestro ai XVIII Giochi asiatici0 Kim J., 1 Park, 2 Choe, 3 Lee Je., 5 Kim S., 6 Heo H., 9 Heo U., 11 Heo I., 13 Kang, 17 Jeon, 20 Ra, 33 Lee S.,        All. Heo Jae
Pallacanestro ai XIX Giochi asiatici0 Ha, 1 Lee J., 2 Heo, 3 Byeon, 5 Kim S., 7 Lee U., 11 Yang, 12 Mun, 15 Kim J., 20 Ra, 23 Jeon, 33 Lee S.,        All. Choo Il-Seung

## Nazionali giovanili
- Nazionale Under-18
- Nazionale Under-16